# Odontestis socotrensis
Odontestis socotrensis is een vlinder uit de familie visstaartjes (Nolidae). De wetenschappelijke naam van deze soort is voor het eerst geldig gepubliceerd in 2010 door Hacker & Saldaitis.
De soort komt voor in tropisch Afrika.